# Michel Georges
Michel Georges (Schoten, 18 juli 1959) is een Belgisch bioloog en hoogleraar aan de Universiteit van Luik.
Georges, met een Vlaamse moeder en een Waalse vader, volgt zijn humaniora in Antwerpen in het Nederlands en volgt de kandidaturen van dierengeneeskunde aan de Facultés universitaires Notre-Dame de la Paix in Namen om de rest van zijn studies af te werken aan de Faculteit Diergeneeskunde van de Universiteit van Luik, die toen nog gevestigd was in het Brusselse Kuregem. 
Als assistent van professor Hanset aan de Universiteit van Luik in de vakgroep genetica bestudeert hij het gen dat de dikbil bepaalt van het runderras Belgisch blauw. 
Hij schoolt zich bij in de moleculaire genetica door middel van een aanvullende licentie moleculaire biologie aan de Université libre de Bruxelles. In die periode is hij actief in de Brusselse vakgroep IRIBHN en werkt hij voor zijn doctoraal proefschrift aan de moleculaire hulpmiddelen die hij nodig heeft voor zijn onderzoeksdomein. 
In 1989 vertrok hij naar Genmark, een spin-off van de University of Utah in Salt Lake City, actief in toepassingen van de biotechnologie, moleculaire genetica en klonen in de veeteelt. Hij ontwikkelde er verder genetische merker-kaarten, en komt tot de bepaling van QTL locaties waarmee selectie gebaseerd op merkers zou kunnen gebeuren. In het genoom worden dan regio's afgebakend die economisch belangrijke kenmerken zoals melk/vlees hoeveelheid en kwaliteit, vruchtbaarheid, ziekteresistentie, ... beïnvloeden.  
In 1994 aanvaardt hij een positie als opvolger van Hanset aan de Universiteit van Luik. Hij bouwt de Unit of Animal Genomics (UAG) op, een multidisciplinaire onderzoeksgroep gespecialiseerd in de positionele kloning van genen die eigenschappen van agronomisch belang bepalen. De UAG komt onder meer tot identificatie van het myostatine-gen verantwoordelijk voor het dikbil fenotype.   
Michel Georges is medestichter van het Luikse GIGA-R instituut waar onderzoeksgroepen van de faculteiten wetenschappen, geneeskunde, diergeneeskunde en toegepaste wetenschappen samenwerken. Hieruit volgt onder meer de succesvolle genetische analyse van de ziekte van Crohn met bepaling van verschillende nieuwe risico-genen.
In 2004 werd Georges doctor honoris causa aan de Katholieke Universiteit Leuven. In 2007 ontving Michel Georges de Wolfprijs voor Landbouw. In 2008 werd Michel Georges laureaat van de Francquiprijs, na selectie door een internationale wetenschappelijke jury.